# Hubert Mingarelli

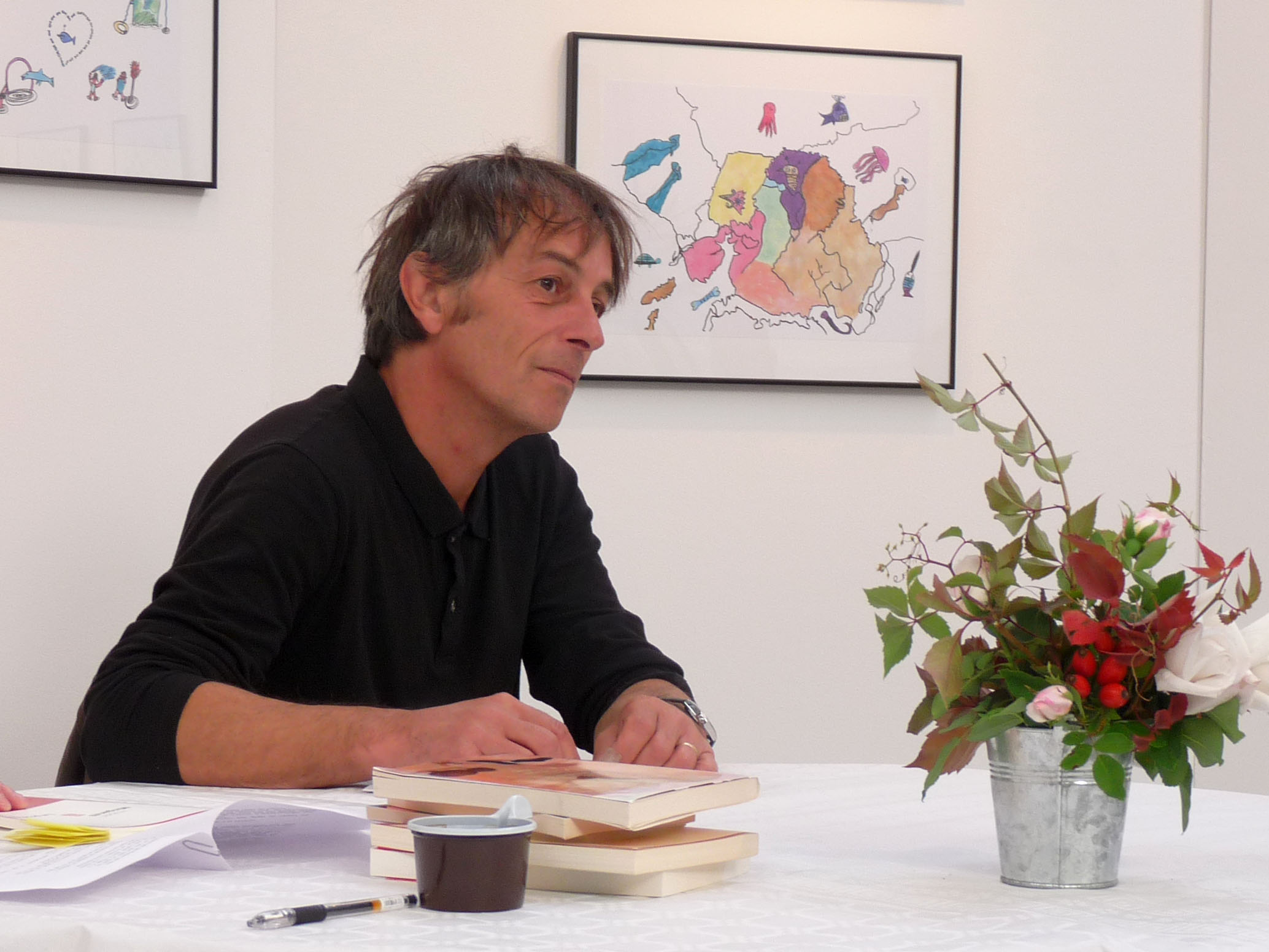
Hubert Mingarelli (2009)

Hubert Mingarelli (* 14. Januar 1956 in Mont-Saint-Martin; † 27. Januar 2020 in Grenoble) war ein französischer Schriftsteller. Sein umfangreiches Werk wurde mehrfach ausgezeichnet, unter anderem mit dem Prix Médicis, und war für den Prix Goncourt und den International Booker Prize nominiert.

## Leben und Werk
Hubert Mingarelli wurde am 14. Januar 1956 in Mont-Saint-Martin geboren. Mingarelli verließ die Schule sehr früh und trat mit 17 Jahren der französischen Marine bei. Mit ihr fuhr er in den Pazifik, wo er Zeuge der letzten französischen Atomtests wurde. Nach drei Jahren bei der Marine ließ er sich als junger Erwachsener in Susville bei Grenoble nieder, wo er Ende der 1980er Jahre damit begann, Schriften zu veröffentlichen.
Für seinen Roman Quatre soldats, der 2004 erschien, erhielt Mingarelli 2003 den renommierten Prix Médicis. Zusätzlich stand die englische Ausgabe, übersetzt von Sam Taylor, auf der Longlist für den International Booker Prize 2019. Der Roman spielt im Jahr 1919, inmitten des Russischen Bürgerkriegs, und handelt von vier Soldaten der Roten Armee. Nachdem sie in abgelegenen Wäldern Unterschlupf gesucht haben, bauen sie nahe einem See eine provisorische Hütte, in der sie auf neue Befehle warten. Das Buch wurde 2013 vom kanadischen Regisseur Robert Morin als Les 4 soldats verfilmt.
Mingarellis Un repas en hiver (2012) ist eines seiner wenigen Werke, die bisher ins Deutsche übersetzt worden sind. Er erschien unter dem Titel Ein Wintermahl im September 2020 beim fränkischen Verlag ars vivendi und wurde vom Schriftsteller Elmar Tannert übersetzt. Der Roman spielt in Polen während des Zweiten Weltkriegs und handelt von drei Wehrmachtssoldaten, deren Aufgabe es ist, in der Umgebung ihres Lagers nach Entflohenen Ausschau zu halten. Die Soldaten plagt der Hunger und die Winterkälte, jedoch nahmen sie diesen Auftrag vorrangig an, damit sie den Erschießungen in ihrem Lager entgehen können. Da sie nun Zeit haben, über die Mission nachzudenken, beginnen ihre unterschiedlichen Charakteristika und Auffassungen von  Barmherzigkeit, die Gruppe zu zersplittern.
Die Kritiken zu Ein Wintermahl sind weitgehend positiv. In der FAZ lobt Jochen Schimmang beispielsweise sowohl Mingarellis minimalistische Erzählung als auch ihre Übersetzung von Tannert und offeriert auch mögliche literarische Verwandtschaften. Zum einen vermutet er im Kontrollverlust und in der Aussichtslosigkeit der Hauptfiguren Ähnlichkeiten zu Samuel Becketts Theaterstück Endspiel. Zum anderen beschreibt er die extreme Situation der Figuren als Hölle, „als einen Ort der Banalität des Bösen [...], wie Hannah Arendt sie in ihrem Eichmann-Buch beschrieben hat.“
Bernd Noack hebt in der NZZ ebenfalls Tannerts Übersetzung hervor und bezeichnet seine Vorgehensweise dabei als „einfühlsam“. Über Mingarellis Schreibstil findet er folgende Worte: „Nie moralisierend, hart und unerbittlich in den Gedanken, komisch in der unabänderbaren Tragik: ein grosses kleines Buch über die Einsamkeit und den unstillbaren Wunsch, der Schuld zu entkommen.“ Carsten Hueck
charakterisiert auf DLF Kultur die karge Sprache Mingarellis als greifbares Abbild der „extrem reduzierte[n] Erfahrungswelt“ der Hauptfiguren. Die Atmosphäre des Romans empfindet er als „ungemein dicht, beklemmend, spannend.“ Die englische Edition des Romans, wieder von Sam Taylor übersetzt, befand sich zudem auf der Shortlist für den Independent Foreign Fiction Prize 2014. Anfang 2021 führte die österreichische Kleine Zeitung den Roman als Buch der Woche.
Mingarellis letzter Roman La Terre invisible erschien 2019 und befasst sich abermals mit dem Krieg und seinen schrecklichen Folgen. Im Jahr 1945 besucht ein britischer (namenloser) Kriegsfotograf eine von den Alliierten besetzte Stadt in Deutschland. Sprachlos von den Bildern, die er im kürzlich befreiten angrenzenden Konzentrationslager gesehen hat, erträgt er den Gedanken an eine Rückkehr nach Hause nicht – stattdessen beschließt er, durch das zerstörte Deutschland zu fahren und Aufnahmen von einfachen Bürgern vor ihren Häusern anzufertigen. Zu diesem Zweck wird ihm von einem befreundeten Oberst ein junger britischer Soldat als Chauffeur zugewiesen. Im Gegensatz zum Fotografen ist der junge Mann gerade erst in Deutschland angekommen und hat fast nichts von Krieg gesehen. Die englische Ausgabe des Romans, abermals von Sam Taylor übersetzt, zählt laut der Zeitung The Times zu den fünf besten Übersetzungen von Belletristik-Titeln des Jahres 2020.
Neben der Arbeit an seinen Büchern betätigte sich Mingarelli auch als Drehbuchautor. In Zusammenarbeit mit der belgischen Regisseurin Marion Hänsel (1949–2020) entstand 2016 der Film En amont du fleuve (dt. Stromaufwärts), der Elemente aus Drama und Abenteuerfilm vereint. Der Film behandelt die Geschichte zweier Halbbrüder, Speditionsunternehmer Homer (Olivier Gourmet) und Schriftsteller Joé (Sergi López), die erst auf der Beerdigung ihres Vaters voneinander erfahren.
Um den Ort aufzusuchen, an dem der Vater tot aufgefunden wurde, begeben sich die beiden auf eine gemeinsame Flusssegelfahrt durch Kroatien. Dort lernen sich die zwei ungleichen Männer erst tiefer kennen und können die getrennt voneinander verbrachte Vergangenheit aufarbeiten.
Der Autodidakt Mingarelli war bekannt für seinen minimalistischen Schreibstil, seine Schriften sind oft in knapper Sprache verfasst, was ihm oft erlaube, „ohne Pathos von extremen Situationen oder gar mitten aus der Hölle zu erzählen.“ Selten lag der Fokus auf weiblichen Charakteren, stattdessen schrieb er oft über die Beziehungen zwischen männlichen Figuren; oft kommen in seinen Erzählungen Soldaten, Konflikte zwischen Brüdern und Vater-Sohn-Beziehungen vor.
Hubert Mingarelli starb mit 64 Jahren am 27. Januar 2020 nach langer Krankheit im Universitätsklinikum Grenoble an Krebs.

## Werke (Auswahl)

### Romane
- Le Bruit du vent. Roman. Gallimard Page blanche, Paris 1991, ISBN 2-07-056588-2
  - dt.: Die Macht des Windes. Übersetzt von Andrea Spingler. Beltz, Weinheim 1994, ISBN 978-3-407-80826-4
- La Lumière volée. Roman. Gallimard Page blanche, Paris 1993,
  - dt.: Das geraubte Licht. Übersetzt von Andrea Spingler. Arena, Würzburg 1998, ISBN 978-3-401-04617-4
- Quatre soldats. Roman. Seuil, Paris 2003, ISBN 978-2-7028-8352-5
- Un repas en hiver. Roman. STOCK Edition, Paris 2012, ISBN 978-2-234-07172-8
  - dt.: Ein Wintermahl. Übersetzt von Elmar Tannert. ars vivendi Verlag, Cadolzburg 2020, ISBN 978-3-7472-0178-7
- La Terre invisible. Roman. Buchet/Chastel, Paris 2019, ISBN 978-2-283-03224-4

### Drehbücher
- En amont du fleuve (dt. Stromaufwärts). Film. Regie: Marion Hänsel, 2016.

### Adaptionen
- Noir océan (dt.: Schwarzer Ozean). Film. Regie: Marion Hänsel, 2010. Basierend auf zwei Kurzgeschichten Mingarellis.[17]
- Les 4 soldats. Film. Regie: Robert Morin, 2013. Basierend auf Quatre soldats.
- Ladygrey. Film. Regie: Alain Choquart, 2015. Basierend auf Mingarellis Romanen Une rivière verte et silencieuse und La dernière neige.[18][19]